# Валерий Флор
Валерий Флор (лат. Valerius Florus) — римский политический деятель начала IV века.
Возможно, Флор был потомком военного трибуна III Августова легиона Марка Валерия Флора. Около 303 года он находился на посту презида (наместника) Нумидии, а затем, после разделения этой провинции на несколько частей, между 303 и 305 годом переведен на должность презида Нумидии Милицианы. В своей провинции Флор проводил гонения на христиан.
Флор был приверженцем восточного бога Митры.